# Риацихтиевые
Риацихтиевые (лат. Rhyacichthyidae) — семейство пресноводных лучепёрых рыб из отряда Gobiiformes.

## Описание
Эти рыбы отличаются отстоящими довольно далеко друг от друга брюшными плавниками, а ещё сильно расширенными грудными плавниками. Таким образом на их груди образуется уплощённый присасывательный диск на нижней стороне головы и передней части брюха. Имеют нижний рот.

## Ареал и места обитания
Риацихтиевые живут на Филиппинах и Соломоновых островах, в Индонезии. Населяют быстрые горные речки и ручьи.

## Поведение
Удерживаются на субстрате при быстром течении с помощью грудной присоски.

## Классификация
На октябрь 2021 года в семейство включают 3 вида:
- Род Protogobius
  - Protogobius attiti Watson & Pöllabauer, 1998
- Род Rhyacichthys
  - Rhyacichthys aspro (Valenciennes, 1837)
  - Rhyacichthys guilberti Dingerkus & Séret, 1992